# André Simon (Mediziner)
André Rüdiger Simon (* 21. August 1967 in Kiel) ist ein deutscher Chirurg und Hochschullehrer in London. 

## Werdegang
Als Sohn eines Kardiologen und einer Kinderärztin studierte Simon an der Christian-Albrechts-Universität Kiel Medizin. 1996 wurde er in Kiel zum Dr. med. promoviert. Seine Ausbildung in Herzchirurgie und Thoraxchirurgie erhielt er an der Harvard Medical School und an der Medizinischen Hochschule Hannover. 2006 habilitierte er sich bei Axel Haverich. Zum 1. April 2010 nahm er einen Ruf an das Royal Brompton & Harefield NHS Foundation Trust (Imperial College London) an. Als Direktor trat er damit in die Nachfolge von Sir Magdi Yacoub. Hauptarbeitsgebiete sind die Herztransplantation und die Lungentransplantation. 2007 gehörte er zu den Gründern des Vereins HeartHelp, der sich als Hilfsorganisation in Eritrea engagiert. Er ist Mitglied des Corps Palaiomarchia-Masovia (1988) und des Corps Masovia Königsberg zu Potsdam (1997).